# Maschane ciliata
Maschane ciliata är en fjärilsart som beskrevs av Felder 1874. Maschane ciliata ingår i släktet Maschane och familjen tandspinnare. Inga underarter finns listade i Catalogue of Life.